# Náboženství v Maďarsku

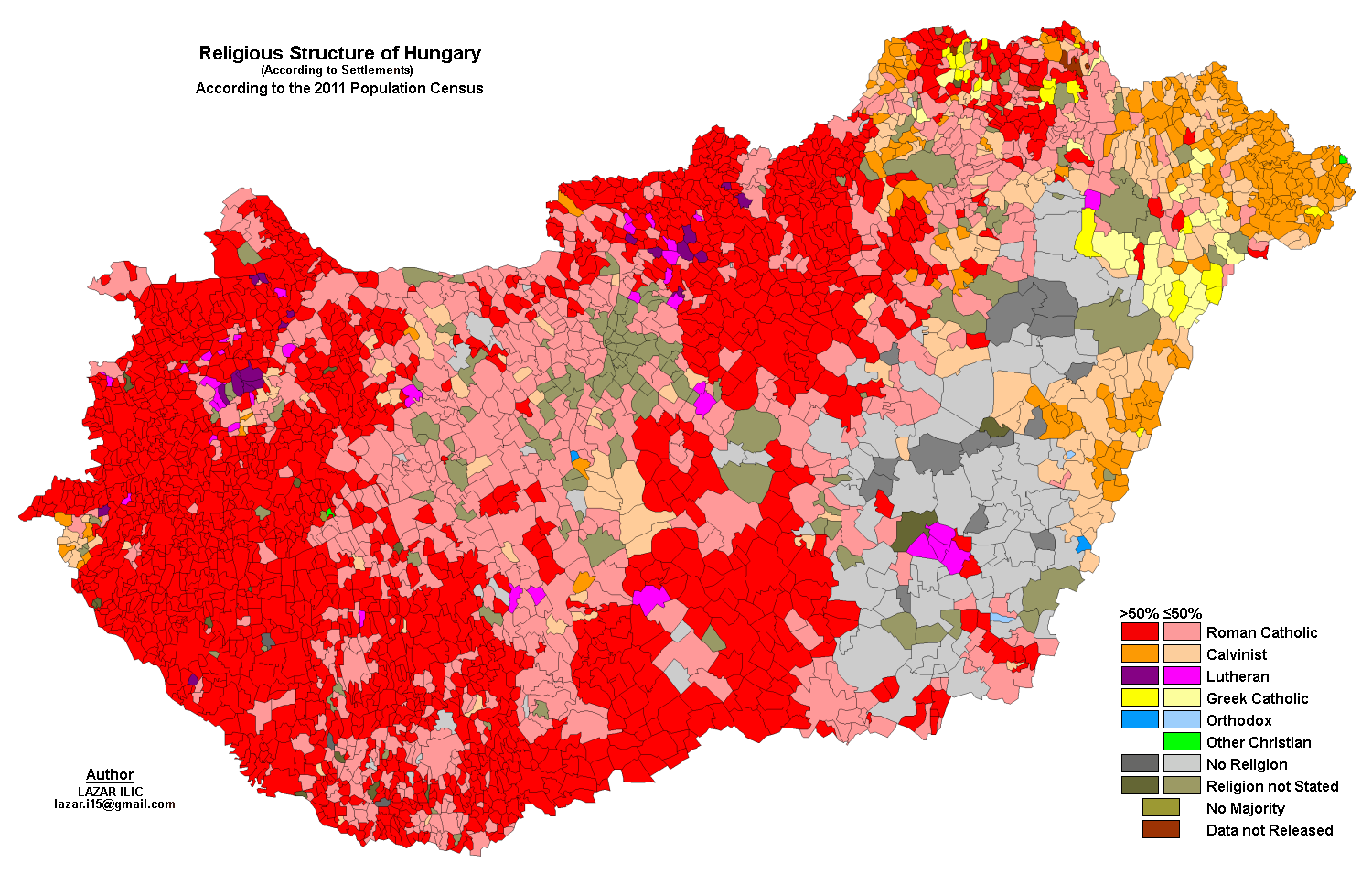
Náboženská mapa Maďarska podle sčítání roku 2011.

V Maďarsku neexistuje oficiální státní náboženství.

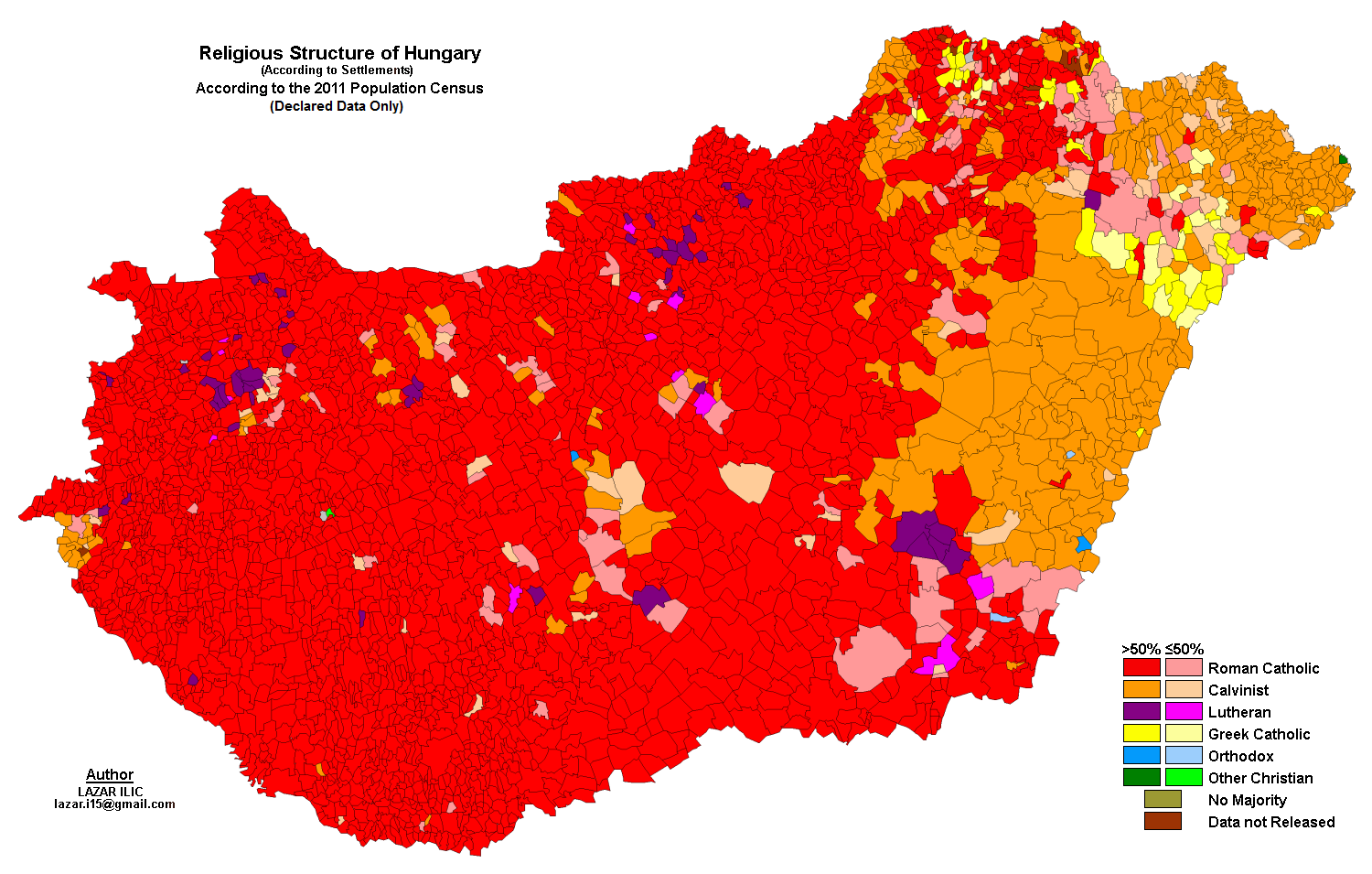
Náboženská mapa Maďarska bez lidí, kteří náboženství neuvedli či se označili za nevěřící. (Sčítání 2011)

Průzkum z roku 2009 uvádí odpovědi od 74 % respondentů: Z nich je 75 % katolíků a 16 % protestantů. 1 400 000 obyvatel je bez církevní příslušnosti. Český religionistický portál Náboženský infoservis zmiňuje odmítavý postoj k islámu u 27 % obyvatel.
Sčítání obyvatel z roku 2022 uvádí z 9 603 634 obyvatel: 

2 886 619 katolíků (2 643 855 římského obřadu a 165 135 byzantského obřadu), 

3 443 pravoslavných, 

2 462 ruské pravoslavné církve, 

1 710 srbské ortodoxní církve, 

475 bulharských pravoslavných, 

3 618 rumunských pravoslavných, 

1 404 ukrajinských pravoslavných, 

2 466 ostatních pravoslavných. 

Dále pak 943 982 reformovaných křesťanů, 

176 503 lutheránů, 

6 552 unitářů, 

17 662 baptistů, 

2 776 metodistů, 

5 011 adventistů, 

8 947 letničních křesťanů, 

372 anglikánů, 

22 249 svědků Jehovových, 

22 647 členů Církve Víry 

a 54 981 ostatních křesťanských denominací. 

Dále 7 635 židů, 

7 983 muslimů, 

11 042 buddhistů, 

3 307 hinduistů, 

7 645 příslušníků ostatních církví a denominací. 

1 549 610 obyvatel se nehlásí k žádné církvi.

3 852 533 obyvatel ponechalo otázku náboženské víry při sčítání bez odpovědi.